# Drewniaczki
Drewniaczki (niem. Wilhelmswalde) – kolonia w Polsce położona w województwie pomorskim, w powiecie starogardzkim, w gminie Skórcz.
W latach 1975–1998 miejscowość administracyjnie należała do województwa gdańskiego.